# Долгий (Ленинский район)
Долгий — хутор в Ленинском районе Волгоградской области, в составе Покровского сельского поселения.

## История
Дата основания не установлена. На 1 января 1936 года хутор Долгий относился к Покровскому сельсовету Ленинского района Сталинградского края (в том же году преобразован в Сталинградскую область)

## География
Хутор расположен в пределах Волго-Ахтубинской поймы, являющейся частью Прикаспийской низменности, на левом берегу ерика Калинов. Хутор окружён пойменным лесом, расположен на высоте около 10 метров ниже уровня моря.
По автомобильным дорогам расстояние до областного центра города Волгограда составляет 76 км, до районного центра города Ленинск — 27 км, до административного центра сельского поселения села Покровка — 16 км.
Часовой пояс
Долгий, как и вся Волгоградская область, находится в часовой зоне МСК (московское время). Смещение применяемого времени относительно UTC составляет +3:00.

## Население
Динамика численности населения по годам:
| 1987 | 2010 |
| ---- | ---- |
| ≈80  | 24   |